# シャルロッテ・フォン・ヘッセン＝ダルムシュタット
シャルロッテ・フォン・ヘッセン＝ダルムシュタット（Charlotte von Hessen-Darmstadt, 1755年11月5日 - 1785年12月12日）は、ドイツのヘッセン＝ダルムシュタット方伯家の侯女で、メクレンブルク＝シュトレーリッツ公（のちに大公）カール2世の2番目の妻。

## 生涯
ヘッセン＝ダルムシュタット方伯ルートヴィヒ9世の弟ゲオルク・ヴィルヘルムと、ライニンゲン＝ダークスブルク＝ファルケンブルク伯クリスティアン・カール・ラインハルトの娘でブロイヒ（Herrschaft Broich）の女領主であるルイーゼの間の次女としてダルムシュタットで生まれた。全名はシャルロッテ・ヴィルヘルミーネ・クリスティーネ・マリー（Charlotte Wilhelmine Christiane Marie）。
オルデンブルク公ヴィルヘルムと相思相愛となり、婚約にまでこぎ着けたが、ヴィルヘルムが精神を病んだため婚約は解消された。1782年に姉のフリーデリケが亡くなった後、1784年にフリーデリケの寡夫で、ハノーファー選帝侯領の総督であるメクレンブルク公カールと結婚し、姉の遺児たちを継母として世話することになった。
1785年、長男を出産した際に産褥死した。夫のカールは子供たちの世話を姑のルイーゼに頼むため、総督職を辞してダルムシュタットに移った。

## 子女
- カール・フリードリヒ・アウグスト（英語版）（1785年 - 1837年）